# Nationale Bibliotheek van Indonesië
De Nationale Bibliotheek van Indonesië (Indonesisch: Perpustakaan Nasional Republik Indonesia, PNRI) in Jakarta is de nationale bibliotheek van Indonesië. 

## Collectie
Onder meer het lofdicht Nagarakretagama en het Hikayat Aceh, Kroniek van Diponegoro en Panji-manuscripten bevinden zich in de collectie.